# フェリペ3世 (スペイン王)
フェリペ3世（スペイン語：Felipe III, 1578年4月14日 - 1621年3月31日）は、スペイン、ナポリ・シチリア、ポルトガルの国王（在位：1598年 - 1621年）。フェリペ2世と最後の妻である神聖ローマ皇帝マクシミリアン2世の娘アナとの間に生まれた末子である。ポルトガル国王としてはフィリペ2世。

## 概要
祖父カルロス1世（神聖ローマ皇帝カール5世）は世界最大の植民地帝国を築いた人物、父フェリペ2世はスペイン帝国に黄金時代をもたらした人物である。生まれつき病弱であったため、年老いてゆく父は息子の将来に不安を抱いた。
「怠惰王」と呼ばれたフェリペ3世の23年に及ぶ治世を取り仕切ったのは、首席大臣のレルマ公フランシスコ・デ・サンドバル・イ・ロハスとウセダ公クリストバル・ゴメス・デ・サンドバルであったが、彼らはこの大帝国の国政を担うにはいささか力不足であり、フェリペ2世が残した世界帝国は衰退への道を歩み始めることとなる。1609年、スペイン全土からモリスコ（キリスト教に改宗したイスラム教徒）の追放が行われた。その数は27万人に及び、ほとんど農民であったため、スペイン農業は大打撃を受け、深刻な食糧不足に陥ったといわれる。なお、1615年1月30日には、慶長遣欧使節の支倉常長と面会している。

## 子女
1599年にマクシミリアン2世の姪にあたるマルガリータと結婚、以下の8人の子供を儲けた。
- アナ・マリア・マウリシア（1601年 - 1666年）　フランス国王 ルイ13世妃
- マリア（1603年　夭折）
- フェリペ（1605年 - 1665年）スペイン国王 フェリペ4世
- マリア・アナ（1606年 - 1646年）神聖ローマ皇帝 フェルディナント3世妃
- カルロス（1607年 - 1632年）
- フェルナンド（1609/1610年 - 1641年）枢機卿・南ネーデルラント総督
- マルガリータ（1610年　夭折）
- アルフォンソ（1611年　夭折）

## スペイン・ハプスブルク家の近親結婚
フェリペ3世の生母アナはフェリペ2世の姪である。オーストリア・ハプスブルク家との間の3親等クラスの近親婚（叔姪婚）による出生は、この王から始まる（ローマ教皇から赦免状をもらっての近親結婚だった）。
これは、祖父カルロス1世（神聖ローマ皇帝としてはカール5世）以来のフランスとの対立や、父フェリペ2世の非妥協的宗教政策、ポルトガル併合が関係する。まず当時、名門スペイン王室と臣下や格下の諸侯との結婚などありえなかった。しかし、ヨーロッパ各地の王侯は次々とプロテスタントに改宗していたため、彼らとの結婚もできなかった（当時の常識において異端者は異教徒より悪質とされた）。同じカトリック教徒の王室として残るのは、フランス王家と両ハプスブルク家、ポルトガル王家だったが、フランス王家とは敵対しており、この時期のポルトガル王家はフェリペ2世が継いでスペイン・ポルトガルの両王国は合一していた。結局、選択肢はオーストリア・ハプスブルク家との近親結婚のみとなった。のちにフランス王家からも王妃を迎えることになるが、それでもやはり選択肢が2家しかないので、近親結婚の問題が根本的に解消されることはなかった。
後にスペイン・ブルボン家も似たジレンマを抱え込んだ。

## 脚註
1. ↑  『フェリペ3世』 - コトバンク